# Cimitero maggiore di Lodi
Il Cimitero maggiore di Lodi, noto anche come Monumentale e Cimitero Vittoria, è il principale cimitero della città.
Situato a nord-ovest del comune d'appartenenza, sull'area dove in precedenza sorgeva la Cascina Vittoria, è delimitato da via Vigna Alta, via Cavalieri di Vittorio Veneto e viale Milano (con l'entrata principale).

## Storia
Inizialmente, Lodi disponeva di due principali cimiteri suburbani, collocati nelle frazioni di Riolo e San Fereolo, entrambi costruiti durante l'occupazione austriaca del Lombardo-Veneto. Tra il 1864 e gli inizi del XX secolo, vennero realizzati numerosi interventi di restauro: il cimitero di Riolo venne ampliato, mentre il cimitero di San Fereolo venne in definitiva dismesso; nel 1886 fu intrapresa la costruzione di un nuovo camposanto, per l'appunto il "Maggiore".
I lavori per la progettazione e la costruzione del nuovo cimitero, compresero un rettangolo di 280 x 175 metri, per una superficie complessiva di 35.000 metri quadrati, comprensiva dell'area dedicata alla tumulazione e dei viali principali e secondari. Il progetto doveva prevedere dei fabbricati pensati come porticati, intervallati da costruzioni speciali che dovevano comprendere un vasto peristilio, una cappella per funzioni religiose, una sala anatomica, una sala mortuaria, una camera per ufficio, almeno cinque stanze d'abitazione ed una per ripostiglio attrezzi, parecchi ossari ed almeno dodici cappelle distinte. Il progetto del cimitero è dell'ingegner-architetto Carlo Formenti di Milano, al quale si deve anche il disegno della cancellata d'ingresso, realizzata successivamente da Alessandro Mazzucotelli tra il 1890 ed il 1891. Il cimitero fu finalmente inaugurato il 1º gennaio 1891, solennemente consacrato da monsignor Giovanni Battista Rota, Vescovo primate di Lodi, il 5 aprile dello stesso anno.
La costruzione del cimitero interessò in un primo momento la parte frontale, posta verso nord, con l'ingresso, le ali frontali, i locali di servizio e di alloggio del custode e dei seppellitori. Le ali dovevano ospitare le cappelle destinate alla sepoltura, che si sarebbero sviluppate a destra ed a sinistra dell'ingresso. Al di sotto di questo fu posto il Famedio. L'insieme fu realizzato, come da progetto, in stile romanico lombardo. Il corpo centrale, ovvero il pronao, si presenta come un corpo di fabbrica a pianta quadrata, su cui si eleva un alto tiburio ottagonale, su ciascun lato del quale si aprono nel primo registro una trifora, nel secondo tre fornici. Il tiburio è coronato da una lanterna.
La facciata presenta una soggetta che segue il profilo a capanna del tetto e un protiro che incornicia il portale; entrambi sono elementi tipici del romanico lombardo e si trovano anche sulla fronte interna del pronao, ornata inoltre con mattoni disposti a dente di sega.
Lungo tutta la struttura perimetrale del cimitero furono realizzati archetti pensili e bifore nel caratteristico mattone faccia a vista, alternato a pietra chiara di Vicenza. I portici piegano ad angolo retto, avanzando verso la strada, per formare con la fronte
d'ingresso uno spiazzo antistante l'entrata del cimitero. I porticati sono tutti comunicanti tra loro.
Nel settembre del 1892 venne deliberata la costruzione di undici cappelle da erigersi sul lato sinistro del Cimitero; al 1902 risale l'approvazione per la costruzione di ulteriori cappelle e la previsione dell'ossario comune da erigersi in prossimità del lato posteriore. Al 1904 risale il completamento del fronte del cimitero, nonché l'acquisizione delle aree per l'ampliamento e la costruzione della cappella religiosa.
Nel 1908, il Cimitero di San Gualtiero, adibito alla sepolture dei cadaveri contagiosi, fu annesso al Cimitero Maggiore. Nel 1924 iniziarono i lavori per la realizzazione della chiesa, che fu completata nell'arco di due anni, in stile romanico. Sotto la chiesa furono realizzate nuove tombe individuali e nuove celle ossario. Tra il 6 aprile ed il 30 maggio 1928 fu costruito un nuovo ossario, uguale a quello esistente ed in posizione simmetrica rispetto al viale principale del camposanto. Con la costruzione della chiesa e del nuovo ossario venne definita nelle sue linee essenziali la conformazione del cimitero; essa è ancora ravvisabile nella struttura attuale, frutto degli interventi che si sono susseguiti nel corso dei decenni. La costruzione di cappelle, destinate a sepolture individuali o a tombe di famiglia e di ossari, è continuata fino a completarne il perimetro, che si sviluppa su quattro lati. Le fiancate est ed ovest sono rettilinee, mentre il fronte settentrionale rientra verso l'interno, per formare il piazzale d'ingresso al cimitero ed è controbilanciata dalla sporgenza verso l'esterno di quella meridionale, al centro della quale sorge la chiesa. Durante gli ultimi decenni sono inoltre state realizzate, all'interno delle mura perimetrali, strutture seminterrate che ospitano colombari.

## Sepolture illustri
- Eugenio Castellotti, pilota automobilistico
- Italo Gariboldi, generale
- Paolo Gorini, matematico e scienziato
- Sergio Ramelli, studente missino ucciso negli anni di piombo
- Tiziano Zalli, fondatore della Banca popolare di Lodi
- Iginio Tansini, chirurgo e oncologo